# Грігол Катамадзе
Грігол Катамадзе (12 серпня 1961, Кутаїсі, Грузинська РСР, СРСР) — грузинський дипломат і громадський діяч, український державний службовець. Надзвичайний і Повноважний Посол Грузії в Україні (2009—2013). Президент ВГО «Асоціація платників податків України». Заступник голови Агентства з розшуку та менеджменту активів з питань європейської інтеграції (11.2023—08.2025).

## Біографія
Народився 12 серпня 1961 року у місті Кутаїсі.
У 1985 закінчив Київський державний університет ім. Т. Г. Шевченка, факультет міжнародного права і міжнародних відносин. Кандидат юридичних наук.
З 1985 по 1993 — інженер, заступник завідувача кафедри загально-юридичних дисциплін Академії Міністерства внутрішніх справ Грузії;
З 1993 по 1994 — заступник директора Департаменту зовнішньоекономічних зв'язків Міністерства закордонних справ Грузії;
З 1995 по 1998 — Надзвичайний і Повноважний Посланник в Посольстві Грузії в Україні;
З 1998 по 2000 — заступник міністра оборони Грузії з питань військової політики і міжнародного військового співробітництва — перший цивільний заступник міністра оборони;
З 2000 по 11.2007 — Надзвичайний і Повноважний Посол Грузії в Україні.
З 11.2007 по 01.04.2008 — заступник міністра закордонних справ Грузії.
З 01.04.2008 — директор розвитку міжнародного бізнесу Банку Грузії (англ. Bank of Georgia, Тбілісі).
З 2009 по 2013 — Надзвичайний і Повноважний Посол Грузії в Україні.
Вересень 2013 — січень 2014 — радник голови правління з міжнародних справ компанії «СЄПЕК» сумнозвісного олігарха Сергія Курченко.
З серпня 2014 року — засновник і президент компанії «TNK Global Group» (Грузія).
З 29 травня 2015 року — Президент ВГО «Асоціація платників податків України».
У січні 2019 обраний до наглядової ради Української ради бізнесу.
5 вересня 2019 року отримав громадянство України.

## Родина
Має сина Іраклія (1984 р.н.), який з 28 квітня 2016 року працює на посаді заступника начальника митниці — начальника управління боротьби з митними правопорушеннями Київської міської митниці Державної фіскальної служби України.